# Tamara Miranda
 (janvier 2019).
Tamara Miranda, née le 22 mars 1969 à Amsterdam, est une réalisatrice néerlandaise.

## Filmographie
- 1998 : Het leven een feest - Het leven dat wij droomden
- 2004 : Dat Zit Wel Snor
- 2015 : Dede: Mehmet with the yellow boots